# Kašiwa
Kašiwa (japonsky 柏市) je město v prefektuře Čiba v Japonsku. K roku 2017 mělo zhruba 420 tisíc obyvatel.

## Poloha
Kašiwa leží na ostrově Honšú, kde patří do prefektury Čiba v oblasti Kantó. Je vzdálena přibližně třicet kilometrů severovýchodně od Tokia, hlavního města celého Japonska.

## Dějiny
Kašiwa coby samostatné město vznikla v roce 1954.

### Rodáci
- Hiroki Sakai (* 1990), fotbalista

## Partnerská města
- Cugaru, Japonsko (19. listopad 1997)
- Čcheng-te, Čína (1. listopad 1983)
- Guam, Spojené státy americké (30. listopad 1991)
- Torrance, Spojené státy americké (20. únor 1973)